# Олимпийская система

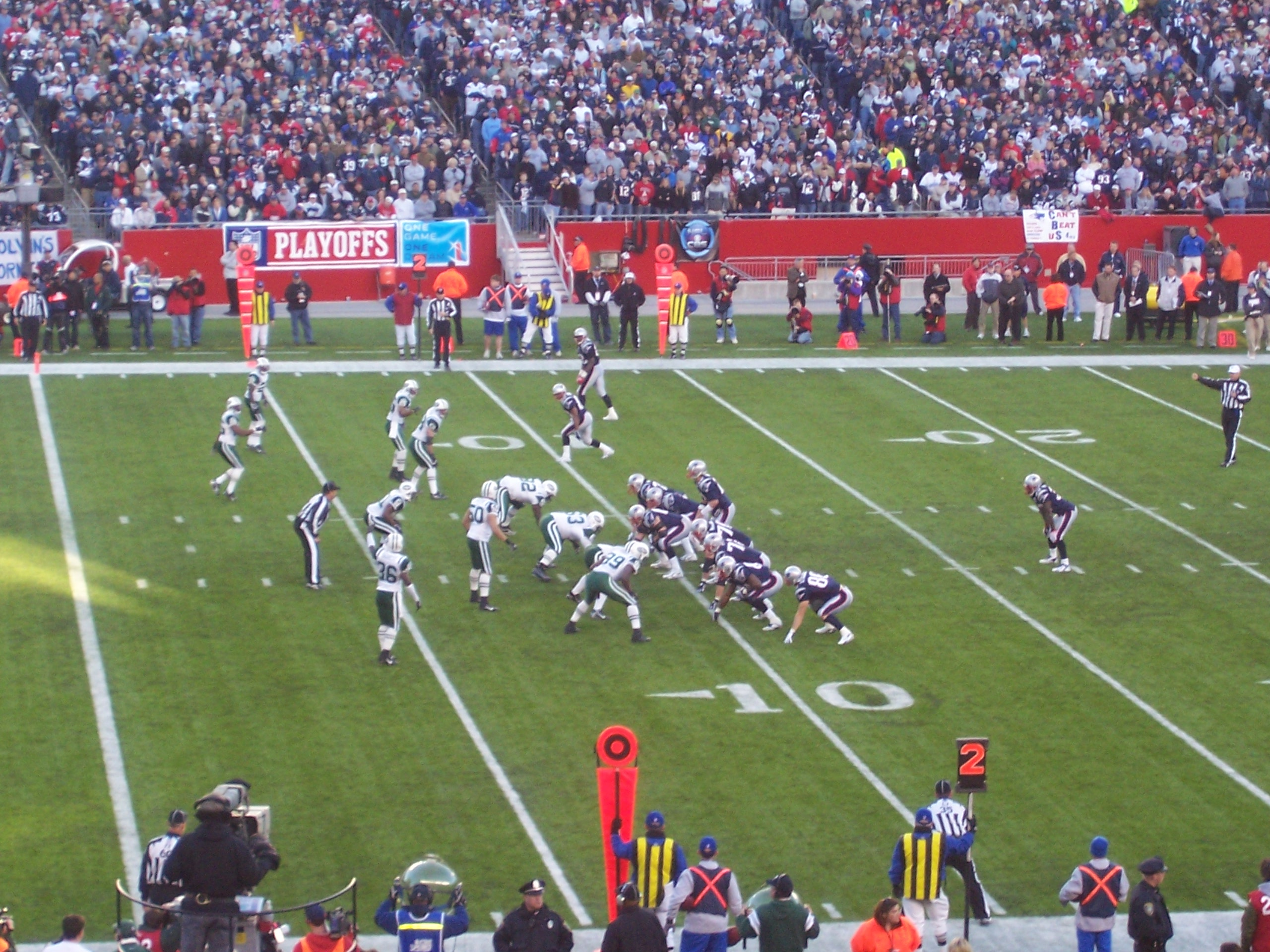
Матч плей-офф по американскому футболу

Олимпийская система, или плей-офф (англ. playoff — «игра на вылет») в спортивных соревнованиях — система розыгрыша (организации соревнований), при которой участник выбывает из турнира после первого же проигрыша (по итогам одной игры или серии из нескольких игр между двумя участниками, позволяющей однозначно определить безусловного победителя). Обеспечивает выявление победителя за минимальное число туров и способствует напряжённой борьбе в турнире.

## Порядок розыгрыша
- Количество участников розыгрыша олимпийской системы обязательно должно быть степенью двойки (2, 4, 8, 16, 32 и так далее). В случае другого числа команд проводятся один или несколько предварительных кругов розыгрыша, в результате которых общее число участников сокращается до ближайшей степени двойки. Во многих видах спорта этот предварительный этап именуется «регулярным сезоном». В индивидуальных видах спорта, где практикуется присваивание игрокам личных рейтингов, возможен отбор в плей-офф нужного количества игроков с наибольшим на момент отбора рейтингом.
- Двоичный логарифм числа участников определяет число кругов розыгрыша (туров): для 2 участников — один, для 4 — два, для 8 — три, для 16 — четыре. Общее число игр на единицу меньше числа участников. Круги розыгрыша обычно называются по количеству пар участников: для 1 пары — «финал» (он определяет победителя), для 2 пар — «полуфинал», для 4 пар — «четвертьфинал», для 8 пар — «1/8 финала», для 16 пар — «1/16 финала» и так далее.
- В каждом круге из участников составляются пары, играющие между собой (это может быть одна игра, или матч из нескольких игр, в котором побеждает набравший больше очков; принципиально важно, что результат тура всегда определённый — ничьих быть не может).
- Из каждой пары в следующий круг выходит победитель, а побеждённый выбывает из турнира.
- Участник, выигравший финальный круг, становится победителем, его последний соперник получает второе место. Если регламент турнира требует присвоения и третьего места, то проводится дополнительный матч за него между двумя участниками, проигравшими в двух полуфиналах (иногда, например, в различных единоборствах, проводятся турниры между проигравшими чемпиону).

Принципы отбора пар на первый этап могут быть разные: чаще всего применяется жеребьёвка, хотя возможен отбор по рейтингу. Пары на втором и следующих этапах могут составляться либо по тем же правилам, что и на первом (на каждом этапе проводится новая жеребьёвка пар или отбор по рейтингу), либо по принципу «жёсткой сетки» — сетка турнира готовится заранее, в ней жёстко задаётся, как будут составляться пары из победителей каждого этапа, и всё распределение пар однозначно определяется порядком заполнения сетки на первом этапе.
Иногда используется вариант плей-офф, в котором некоторые участники начинают игру в турнире не с первого, а с одного из следующих кругов. Например, возможна схема, когда отбираются 24 участника, из которых 8 имеющих лучшие результаты в предварительном турнире или наибольшее значение рейтинга вступают в игру уже во втором туре, а в первом между собой играют остальные 16.

## Особенности
К достоинствам плей-офф можно отнести минимальное количество игр, по сравнению с другими вариантами турниров, а также «бескомпромиссность»: в нём нет ни возможности, ни смысла в договорных ничьих. Плей-офф нацелен на максимально быстрое выявление сильнейшего и обеспечивает справедливое (если считать силу участников постоянной и не зависящей от того, кто с кем играет) присвоение первого места: его занимает тот, кто никому не проиграл, в то время как все прочие участники турнира кому-то проигрывают.
Если матч длительный и пропускная способность стадиона невелика, устраивают матчи на нескольких аренах. Олимпийская система в этом плане очень удобна: например, четыре ветки турнира проводят на четырёх стадионах. Как только сыграли четвертьфиналы и осталось по одной команде на ветку, их свозят на один стадион, и на нём играют полуфиналы, финал и матч за третье место.
Неудобство плей-офф — в жёстких требованиях к количеству участников. Если это количество не соответствует норме, то единственный выход — по жребию выдать части участников технические победы или технические поражения в первом круге, что ещё больше увеличивает влияние случайного фактора на исход турнира. Единственная альтернатива — предварять турнир плей-офф серией предварительных игр за выход в основной турнир.
Плей-офф совершенно не подходит для турниров, где важно обеспечить справедливое распределение всех мест, а не только первого-третьего. Во-первых, в плей-офф на распределение мест, кроме первого (в особенности — последних), чрезвычайно сильно влияет порядок выбора пар. В случае жеребьёвки последние места распределяются практически случайно: слабый участник, которому жребий даёт сравнимых по силе противников, легко может подняться выше сильного, которому в первом же круге достался ещё более сильный соперник.
Попытка заменить жребий на какую-то осмысленную систему подбора пар по рейтингам делает турнир значительно более предсказуемым. Есть 2 варианта такого подбора: либо «сильный против слабого» — в каждом круге участнику с высоким рейтингом достаётся противник с низким (конкретных алгоритмов подбора может быть несколько), либо «равный с равным» — сильнейшему дают в пару второго, третьему — четвёртого и так далее. В первом случае бо́льшая часть встреч оказывается предсказуемой, а поэтому неинтересной; во втором — наоборот: половина сильнейших отсеивается на первых этапах, и предсказуемым оказывается финал. Поэтому, как правило, используется первый вариант, чтобы зритель в финале увидел настоящую игру сильнейших, а не серый финал менее интересных и сильных команд.
Кроме того, в чистом плей-офф места, кроме первого и второго, вообще не могут быть присвоены (у всех по одному поражению), и конкретное место заменяется понятием «выход в этап». Если необходимо конкретизировать места, занятые участниками, придётся проводить дополнительные игры, из-за чего теряется основное преимущество плей-офф — быстрота. Исключением является матч за третье место, часто проводимый с целью определить обладателя бронзовых медалей, но данная практика применяется не во всех турнирах.

## Применение
Плей-офф широко применяется в национальных и международных соревнованиях по игровым видам спорта. Одно из названий плей-офф — «олимпийская система», связано с тем, что этот порядок розыгрыша является основным для игровых видов спорта на Олимпиаде. Для определения третьего места проводятся дополнительные игры между проигравшими полуфинал.
По системе плей-офф разыгрывается большое число титулов и высших наград в командных соревнованиях по игровым видам спорта, таким как хоккей, футбол и другие. При этом, если по виду проводится регулярный чемпионат и турнир плей-офф, то обычно выигрыш в плей-офф считается более почётным. Например, в НХЛ победителю регулярного чемпионата вручают Президент Трофи, но Кубок Стэнли, который получает победитель плей-офф, является для хоккеистов намного более престижным трофеем.
Впрочем, эта практика не повсеместна. В европейских футбольных чемпионатах, напротив, наиболее престижное звание чемпиона страны получает победитель регулярного чемпионата. По системе плей-офф в европейском футболе принято разыгрывать Кубок страны. Также есть стадия плей-офф в нескольких крупных турнирах — Лиге чемпионов, Лиге Европы, чемпионатах Европы и мира, однако перед этим там проходит групповой турнир.
В большинстве чемпионатов России по игровым видам спорта в настоящий момент звание чемпиона России разыгрывается именно в играх на выбывание — сериях плей-офф.
В странах Азии по системе плей-офф проводятся многие отборочные турниры, определяющие претендентов на высшие титулы игры го. А вот в шахматных турнирах, напротив, плей-офф не распространён, хотя уже с 1960-х годов были предложения о введении именно этого порядка розыгрыша турнира претендентов на звание чемпиона мира по шахматам (с таким предложением выступал, например, Роберт Фишер). Начиная с 1995 года ФИДЕ проводит турниры сильнейших игроков по нокаут-системе, которая представляет собой вариант плей-офф, а в течение десятилетия 1995—2004 лет официальный чемпион мира по версии ФИДЕ определялся также в нокаут-турнире, но затем ФИДЕ отказалась от нокаут-системы на чемпионате мира.

## Пример
Плей-офф в Евролиге 2006—2007 по баскетболу
|  | 1/4 финала | 1/4 финала | 1/4 финала | 1/4 финала | 1/4 финала | 1/4 финала | 1/4 финала | 1/4 финала | 1/4 финала | 1/4 финала |   |   | Полуфиналы | Полуфиналы | Полуфиналы | Полуфиналы | Полуфиналы | Полуфиналы | Полуфиналы | Полуфиналы | Полуфиналы | Полуфиналы |  |  | Финал | Финал | Финал | Финал | Финал | Финал | Финал | Финал | Финал | Финал |
|  |            |            |            |            |            |            |            |            |            |            |   |   |            |            |            |            |            |            |            |            |            |            |  |  |       |       |       |       |       |       |       |       |       |       |
|  | D1         |            |            |            |            |            |            |            |            | 2          |   |   |            |            |            |            |            |            |            |            |            |            |  |  |       |       |       |       |       |       |       |       |       |       |
|  | D1         |            |            |            |            |            |            |            |            | 2          |   |   |            |            |            |            |            |            |            |            |            |            |  |  |       |       |       |       |       |       |       |       |       |       |
|  | E2         |            |            |            |            |            |            |            |            | 0          |   |   |            |            |            |            |            |            |            |            |            |            |  |  |       |       |       |       |       |       |       |       |       |       |
|  | E2         | D1         |            |            |            |            |            |            |            |            | 1 |   |            |            |            |            |            |            |            |            |            |            |  |  |       |       |       |       |       |       |       |       |       |       |
|  |            |            |            |            |            |            |            |            |            |            | 1 |   |            |            |            |            |            |            |            |            |            |            |  |  |       |       |       |       |       |       |       |       |       |       |
|  |            |            | F1         |            |            |            |            |            |            |            |   | 2 |            |            |            |            |            |            |            |            |            |            |  |  |       |       |       |       |       |       |       |       |       |       |
|  | F1         |            |            |            |            |            |            |            |            | 2          |   | 2 |            |            |            |            |            |            |            |            |            |            |  |  |       |       |       |       |       |       |       |       |       |       |
|  | F1         |            |            |            |            |            |            |            |            | 2          |   |   |            |            |            |            |            |            |            |            |            |            |  |  |       |       |       |       |       |       |       |       |       |       |
|  | H2         |            |            |            |            |            |            |            |            | 0          |   |   |            |            |            |            |            |            |            |            |            |            |  |  |       |       |       |       |       |       |       |       |       |       |
|  | H2         |            |            |            |            |            |            |            |            | 0          |   |   | F1         |            |            |            |            |            |            |            |            |            |  |  |       |       |       |       |       |       |       |       |       |       |
|  |            |            |            |            |            |            |            |            |            |            |   |   |            |            |            |            |            |            |            |            |            |            |  |  |       |       |       |       |       |       |       |       |       |       |
|  |            |            | E1         |            |            |            |            |            |            |            |   |   |            |            |            |            |            |            |            |            |            |            |  |  |       |       |       |       |       |       |       |       |       |       |
|  | E1         |            |            |            |            |            |            |            |            | 3          |   |   |            |            |            |            |            |            |            |            |            |            |  |  |       |       |       |       |       |       |       |       |       |       |
|  | E1         |            |            |            |            |            |            |            |            | 3          |   |   |            |            |            |            |            |            |            |            |            |            |  |  |       |       |       |       |       |       |       |       |       |       |
|  | D2         |            |            |            |            |            |            |            |            | 2          |   |   |            |            |            |            |            |            |            |            |            |            |  |  |       |       |       |       |       |       |       |       |       |       |
|  | D2         | E1         |            |            |            |            |            |            |            |            | 3 |   |            |            |            |            |            |            |            |            |            |            |  |  |       |       |       |       |       |       |       |       |       |       |
|  |            |            |            |            |            |            |            |            |            |            | 3 |   |            |            |            |            |            |            |            |            |            |            |  |  |       |       |       |       |       |       |       |       |       |       |
|  |            |            | H1         |            |            |            |            |            |            |            |   | 1 |            |            |            |            |            |            |            |            |            |            |  |  |       |       |       |       |       |       |       |       |       |       |
|  | H1         |            |            |            |            |            |            |            |            | 4          |   | 1 |            |            |            |            |            |            |            |            |            |            |  |  |       |       |       |       |       |       |       |       |       |       |
|  | H1         |            |            |            |            |            |            |            |            | 4          |   |   |            |            |            |            |            |            |            |            |            |            |  |  |       |       |       |       |       |       |       |       |       |       |
|  | F2         |            |            |            |            |            |            |            |            | 2          |   |   |            |            |            |            |            |            |            |            |            |            |  |  |       |       |       |       |       |       |       |       |       |       |
|  | F2         |            |            |            |            |            |            |            |            | 2          |   |   |            |            |            |            |            |            |            |            |            |            |  |  |       |       |       |       |       |       |       |       |       |       |
|  |            |            |            |            |            |            |            |            |            |            |   |   |            |            |            |            |            |            |            |            |            |            |  |  |       |       |       |       |       |       |       |       |       |       |